# Limnebius arenicolus
Limnebius arenicolus är en skalbaggsart som beskrevs av Perkins 1980. Limnebius arenicolus ingår i släktet Limnebius och familjen vattenbrynsbaggar. Inga underarter finns listade i Catalogue of Life.